# كارينا بيريز
كارينا بيريز (بالإسبانية: Karina Pérez)‏ هي منافسة ألعاب القوى مكسيكية، ولدت في 4 أكتوبر 1982 في Tlaxcala (city) ‏ في المكسيك.

## وصلات خارجية
- كارينا بيريز على موقع الاتحاد الدولي لألعاب القوى (الإنجليزية)
- كارينا بيريز على موقع أوليمبيديا (الإنجليزية)